# Aníbal Alzate
Pour les articles homonymes, voir Alzate.
Hernán Aníbal Alzate Sosa, (31 janvier 1933, Colombie - 31 mars 2016, Colombie), est un joueur de football international colombien, qui évoluait au poste de défenseur.

## Biographie

### Carrière en sélection
Avec l'équipe de Colombie, il joue 9 matchs (pour aucun but inscrit) entre 1961 et 1963. 
Il figure dans le groupe des sélectionnés lors de la Coupe du monde de 1962. Lors du mondial organisé au Chili, il joue deux matchs : contre l'URSS puis contre la Yougoslavie.